# Valentina Ciurina
Valentina Ciurina (n. 30 august 1978, Sankt Petersburg, RSSF Rusă) este o fostă biatlonistă moldoveană de naționalitate rusă. Ea a participat la două Jocuri Olimpice de iarnă.

## Cariera sportivă
Valentina Ciurina a început să practice biatlonul în anul 1997. Pe fondul concurenței acerbe din echipa rusă de biatlon, Ciurina s-a mutat în Republica Moldova. În anul 2000 a primit cetățenia Republicii Moldova și a început să fie antrenată de Petru Bria, Maestru al sportului la biatlon. El este încadrat la Clubul Sportiv Central al Armatei.
În același an, ea a debutat la întrecerea de cupă mondială de biatlon de la Hochfilzen, terminând pe locul 74. La sfârșitul sezonului, a participata la Campionatul Mondial de Biatlon de la Pokljuka, unde s-a clasat pe poziția 72 la individual și pe 74 la sprint. Pe lângă participările la competițiile de cupă mondială, Ciurina a concurat și în Cupa Europei, unde a obținut clasări mai bune. Cel mai bun rezultat al său la o competiție de cupă mondială a fost locul 30 obținut într-o probă de sprint de la Hochfilzen în 2004.

## Participări la Jocurile Olimpice
Valentina Ciurina a făcut parte din delegația Republicii Moldova la două Jocuri Olimpice de iarnă.
Ea a concurat la Jocurile Olimpice de iarnă de la Salt Lake City (2002). La aceste jocuri olimpice, Ciurina a ocupat locuri modeste: 48 în cursa de 10 km urmărire, 51 la 7,5 km sprint și 62 la 15 km individual.
Sportiva moldoveană a participat și la Jocurile Olimpice de iarnă de la Torino (2006). Ea s-a clasate pe locul 81 la proba de 7,5 km sprint.